# Tayna Lawrenceová
Tayna Lawrenceová (* 17. září 1975 Spanish Town, Jamajka) je jamajská atletka, sprinterka na mezinárodní úrovni. Je držitelkou olympijské zlaté medaile, kterou získala po štafetovém závodě 4 × 100 metrů v Athénách, v roce 2004. V téže disciplíně získala ještě stříbrnou medaili na LOH 2000 v Sydney, k níž přidala další stříbrnou za běh na 100 metrů. Promovala na Floridské mezinárodní univerzitě (FIU) v Miami, v USA. Trpěla na častá zranění dolních končetin a v roce 2003 musela podstoupit operaci, kvůli které chyběla na mistrovství světa v Paříži.